# Municipio de Cherán
El municipio de Cherán es uno de los 113 municipios en que se encuentra dividido el estado mexicano de Michoacán de Ocampo, es considerado uno de los principales municipios habitados por comunidades purépechas y su cabecera es el pueblo de Cherán.

## Toponimia
Cherán significa ‘lugar de tepalcates’. Algunos estudiosos dan el significado de ‘asustar’ que proviene del purépecha cherani.

## Historia
Es una población que existió antes que se formara el Imperio purépecha y fue de los primeros lugares conquistados por Hiquíngare y Tangáxoan, en su primera expedición de conquista, a la que se fueron enviados por su padre y tío Tariácuri, quien tenía afán de extender su dominio y conformar su imperio.

### Conquista
Durante la conquista española a lo que hoy es Michoacán comenzaron a llegar los misioneros franciscanos, que formaron grandes haciendas productivas, tomando la mano de obra indígena para el trabajo. En 1533 a la llegada de los españoles se le rebautizó con el nombre de San Francisco Cherán, otorgándole el título real por Carlos V. Es probable que los primeros en llegar a Cherán hayan sido los frailes Martín de Jesús y Juan de San Miguel, debido a que fueron los primeros evangelizadores de esa región; pero hay noticias de fray Jacobo Daciano, que permaneció en ese lugar durante algún tiempo y seguramente fue quien construyó una iglesia en el mismo lugar donde se encuentra la actual.
En 1822 mantenía la advocación de San Francisco, contaba con 2344 almas, cuyas actividades se concentraban en trabajos de la tierra y cultivaban maíz principalmente. En la población se fabricaban zapatos.
En la segunda Ley Territorial del 10 de diciembre de 1831, aparece como tenencia del municipio de Nahuatzen. Treinta años más tarde, es constituido como municipio, por la Ley Territorial del 20 de noviembre de 1861.

### Lucha comunitaria indígena ante la tala clandestina y el crimen organizado
El emblemático caso del movimiento por parte de esta comunidad en la que se defendían contra el continuo despojo de sus recursos forestales por parte de las corporaciones madereras coludidas con el crimen organizado y con la aprobación del gobierno.
San Francisco de Cherán es una localidad ubicada en la meseta p'urhepecha del estado de Michoacán, México.  
La meseta p'urhepecha es una zona montañosa cuya extensa cubierta forestal facilita la infiltración y recarga de acuíferos, convirtiéndose en una zona productora de agua para las regiones aledañas. En seis años, Cherán alcanzó casi el mismo porcentaje de superficies deforestadas que el Estado de Michoacán en más de 30 años.
De 1976 a 2005 se perdió un total de 20 032 hectáreas de bosque en la meseta p'urhepecha y se calcula que perdió el 71.24 % de su cobertura forestal (9069.35 hectáreas) entre el 2006 y el 2012, un aproximado de 1500 hectáreas por año. Esta pérdida coincide con el año de aparición a nivel estatal del cartel la familia Michoacán.[cita requerida]
El narcotráfico en Michoacán tiende a vincularse con la deforestación de los ecosistemas forestales a través de dos mecanismos: 
1) La tala clandestina para habilitar los narco laboratorios y crear rutas ilícitas; 
2) Lavado de dinero a partir de la tala ilegal y la expansión de plantaciones comerciales.
En 2008, la presencia del grupo narcotraficante «La Familia Michoacana»  comenzó a ser más evidente en las dinámicas económicas y criminales de la meseta. En ese mismo año se incrementó la explotación de sus bosques por talamontes de comunidades vecinas acompañados de personas armadas. Los talamontes son jóvenes o adultos contratados por jornada para talar árboles para empresas privadas de aserraderos y traficantes de madera ilegal. 
A partir del 2008, se observaban alrededor de 180 a 250 camiones cargados, cada uno con 3 metros cúbicos de madera de pino, oyamel o encino salir diariamente los bosques de Cherán. El oyamel es un abeto endémico de México y es el árbol que proporciona un hogar de invierno para la mariposa monarca.
Una de las dinámicas del crimen organizado era cobrar un aproximado de mil pesos mexicanos a cada camión por un día de protección, además de prender fuego al resto del bosque una vez que terminara la tala. Este último proceso lo hacían con la finalidad de ampararse con la Ley Forestal la cual permitía talar madera muerta o derivada de incendios. Al quemar el bosque, los grupos del crimen organizado proporcionan una cobertura falsa para sus acciones, es decir, una falsa justificación. Además de ser una dinámica utilizada para el despojo a las comunidades locales de sus bosques. 

### Movimiento de Autodefensa en la comunidad indígena en 2011
La constitución del Movimiento de Resistencia Civil Pacífica de Cherán en abril del 2008 fue producto del reconocimiento de los conflictos partidistas dentro de la comunidad. Sin embargo, el movimiento se deterioró después del asesinato de uno de los líderes del movimiento Leopoldo Juárez. 
Los pobladores fueron desarrollando sus propias estrategias de seguridad frente a la violencia del extractivismo paramilitarizado. Hasta que, en 2011, la comunidad de Cherán organizó un acto colectivo de rebelión y expulsaron a los grupos criminales, al alcalde y demás funcionarios municipales por la fuerza bajo la consigna de «Seguridad, justicia y defensa de los bosques».
Cherán es una comunidad ejemplar que ha logrado pasar de la resistencia y la protesta a la construcción de un mundo diferente sin la participación de partidos políticos, autónomo y regido por usos y costumbres.

## Geografía
El municipio de Cherán se encuentra localizado en el centro del estado de Michoacán, en la región denominada como la Meseta Purépecha y se considera como una de las principales zonas habitadas por el pueblo purépecha; tiene una extensión territorial de 221.88 kilómetros cuadrados, sus coordenadas extremas son 19°38-19°51' de latitud norte y 101°52'-102°08' de longitud oeste y su altitud fluctúa entre un máximo de 3299 y un mínimo de 2200 metros sobre el nivel del mar.
Limita al noreste con el municipio de Zacapu, al sureste con el municipio de Nahuatzen, al sur y suroeste con el municipio de Paracho y al noroeste con el municipio de Chilchota.

### Orografía e hidrología
Cherán tiene un territorio sumamente montañoso y accidentado por encontrarese enclavado en la subprovincia fisiográfica Meseta Purépecha o Neovolcánica Tarasca, perteneciente a la provincia del Eje Neovolcánico. Sus elevaciones alcanzan una altitud máxima de 3200 metros sobre el nivel del mar, entre las que se encuentran los cerros denominados como el Tecolote, San Marcos, La Virgen y Pilón.
El municipio es surcado únicamente por corrientes menores como arroyos que descienden de las elevaciones del terreno hacia los valles, entre los principales está el Arroyo El Pilón que pasa por la cabecera municipal; Todo el territorio municipal se encuentra en la «Cuenca del río Lerma-Chapala» y a la «Región hidrológica Lerma-Santiago».

### Clima y ecosistemas
En todo el municipio de Cherán el clima que se registra se encuentra clasificado como «Templado subhúmedo con lluvias en verano, de mayor humedad»; la temperatura media anual se registra en tres zonas climáticas, la zona este tiene una temperatura entre 12 y 14 °C, la zona intermedia y mayoritaria en el municipio registra un rango entre 14 y 16 °C, y finalmente en el extremo oeste es de 16 a 24 °C. La precipitación pluvial anual de todo el municipio es de 1000 a 1200 mm.

### Recursos naturales
En el municipio predomina el bosque mixto con pino y encino; un poco de pradera con huisache, nopal y mezquite. Su fauna es conformada por tlacuache, mapache, gato montés, cacomixtle, ardilla, armadillo, liebre, coyote, güilota y cerceta, mientras que la superficie forestal maderable es ocupada por pino, encino y oyamel.

## Demografía

Principales localidades del municipio

De acuerdo a los resultados del Censo de Población y Vivienda realizado en 2020 por el Instituto Nacional de Estadística y Geografía la población total del municipio de Cherán es de 25 586 habitantes, de los cuales 9 943 son hombres y 13 227 son mujeres.

### Localidades
En el censo de 2020 el municipio de Cherán contaba con 5 localidades.
| Código INEGI    | Localidad         | Población (2020) |
| --------------- | ----------------- | ---------------- |
| 160240001       | Cherán            | 16 841           |
| 160240004       | Santa Cruz Tanaco | 3 071            |
| 160240002       | Casimiro Leco     | 607              |
| 160240023       | Tzerémbaro        | 8                |
| 160240010       | Tupukatiro        | 2                |
| Total municipal | Total municipal   | 20 586           |

## Política

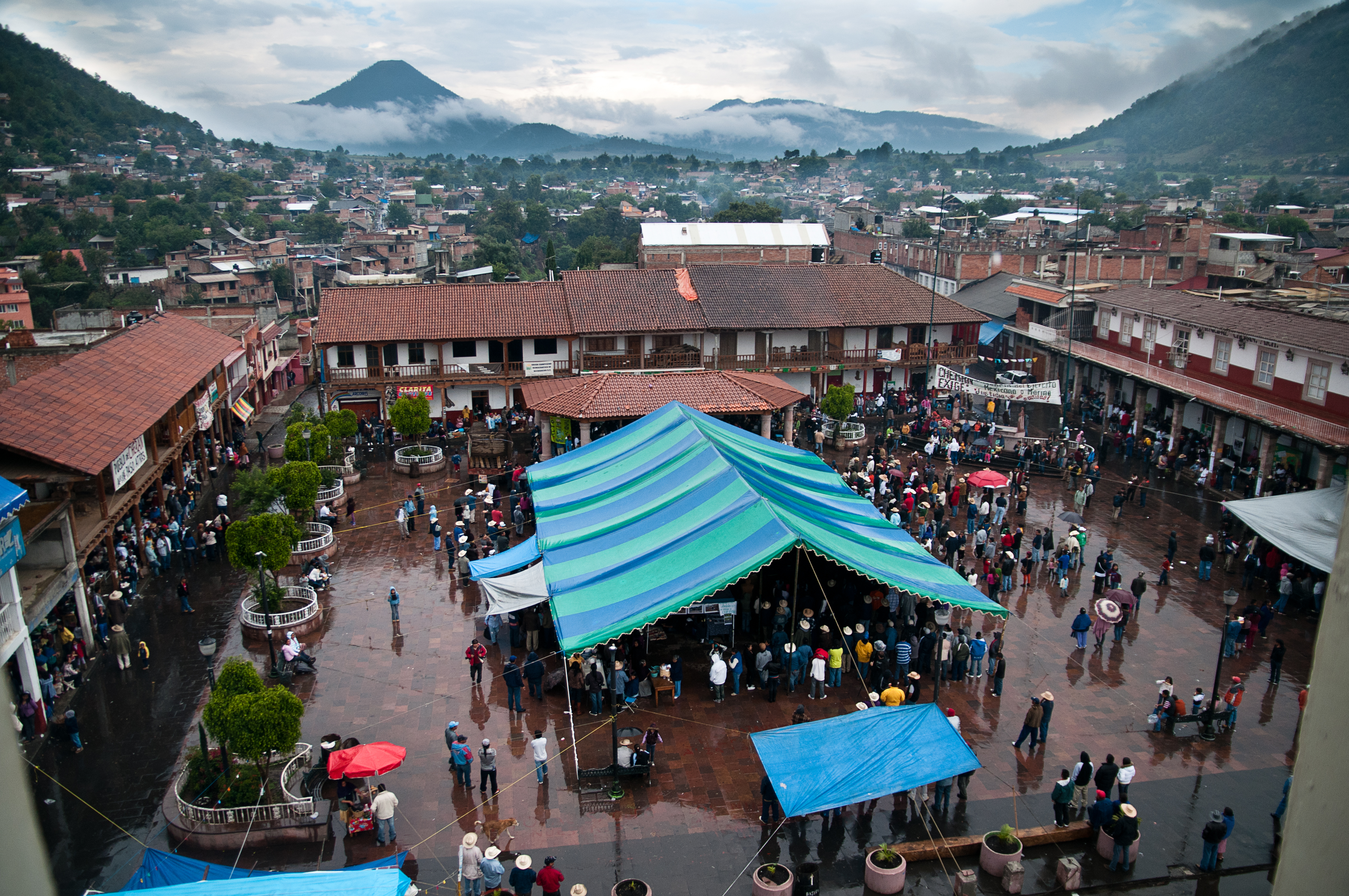
Plaza Central de Cherán.

Hasta 2011, el gobierno del municipio le correspondía, como en todos los municipios de México, al Ayuntamiento electo mediante voto universal, directo y secreto para un periodo de tres años no reelegibles para el periodo inmediato, pero sí de forma no continua, y estaba conformado por el presidente municipal, un síndico y el cabildo integrado por siete regidores, cuatro electo por mayoría y tres por el principio de representación proporcional; todos comenzaban a ejercer su cargo el día 1 de enero del año siguiente a su elección;
Sin embargo, a raíz de un movimiento ciudadano que llevó a la cancelación de las elecciones constitucionales del 13 de noviembre de 2011, y de acuerdo a un resolutivo del Tribunal Electoral del Poder Judicial de la Federación, Cherán elegirá a su ayuntamiento sin intervención de los partidos políticos mediante el sistema de usos y costumbres, hecho confirmado al ser aprobado por la mayoría de los ciudadanos en la consulta popular del 18 de diciembre del mismo año en que 4844 votaron a favor y 7 en contra, pero con el rechazo de los pobladores de Santa Cruz Tanaco que se negaron a participar en la consulta y pidieron su segregación del municipio.
Según la constitución política de México las comunidades indígenas tienen el derecho de un gobierno según sus propios usos y costumbres tradicionales, entonces en las primeras semanas del movimiento, expulsaron a los talamontes ilegales, a la policía coludida con el crimen, al presidente municipal y a todos los partidos políticos.

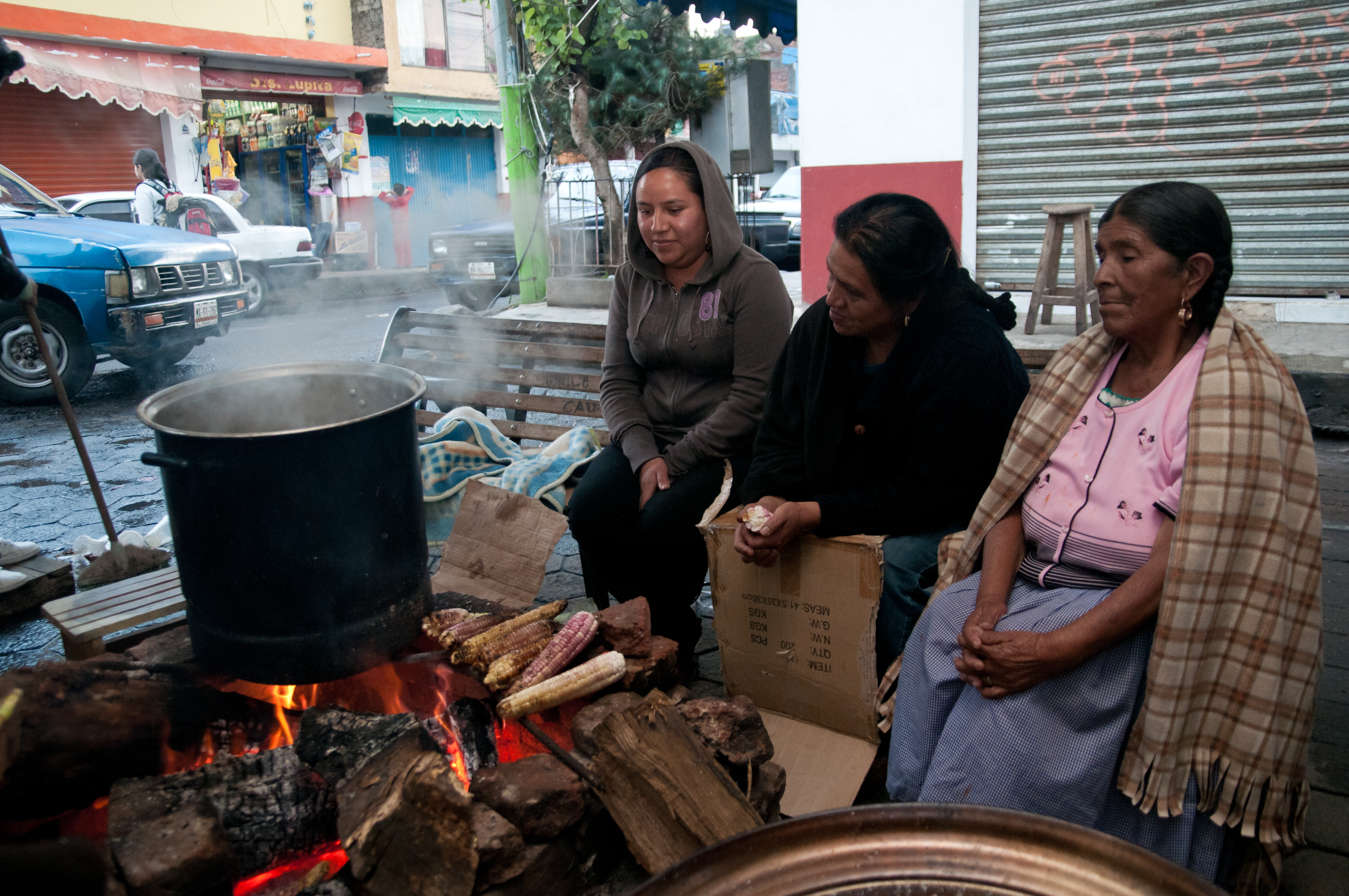
Las fogatas, puntos centrales de defensa y alerta en el autogobierno de Cherán

### Proceso de autogobierno
La exigencia principal del pueblo de Cherán era la seguridad, la justicia y la resolución del territorio. El sentir común de la gente era que no querían seguir con el sistema de partidos políticos, pues de estos veían que había surgido la división de la comunidad. El pueblo estalló y expulsó a las autoridades. En 2011, la comunidad creó una coordinación general de carácter provisional, que incluía la comisión política, la de víveres, la de barrios, la de prensa y la de vigilancia. La comunidad creía que por la vía legal no había muchas esperanzas y más bien estaban imaginando cómo sería el camino para seguir resistiendo y para construir su propio proyecto de autonomía.
En 2011 los habitantes de Cherán organizaron una forma democrática de gobierno que desafió las formas de hacer política. La Suprema Corte de Justicia de la Nación (SCJN) aprobó una controversia constitucional que permitió a Cherán regirse por usos y costumbres. Eligieron, en voto público, un Concejo Mayor formado por doce notables llamados Keri's (grandes) todos ellos propuestos primero en sus fogatas, elegidos en sus asambleas de barrio y designados por la asamblea general.
En consecuencia, el 30 de noviembre el Congreso de Michoacán nombró formalmente al Concejo Municipal, que previamente electo en asambleas comunitarias por los habitantes asumió el gobierno del municipio entre el 1 de enero y el 5 de febrero de 2012.
El 22 de enero los habitantes eligieron a quienes estarían en el Concejo mediante el método de usos y costumbres y el 5 de febrero tomó posesión el Concejo Mayor fruto de una lucha y una sentencia emitida por el Tribunal Electoral del Poder Judicial de la Federación (TEPJF), con la intención de que el nuevo gobierno sea un proyecto del que la comunidad se haga responsable e impulsar la seguridad, la justicia y la democracia.

### Ronda comunitaria

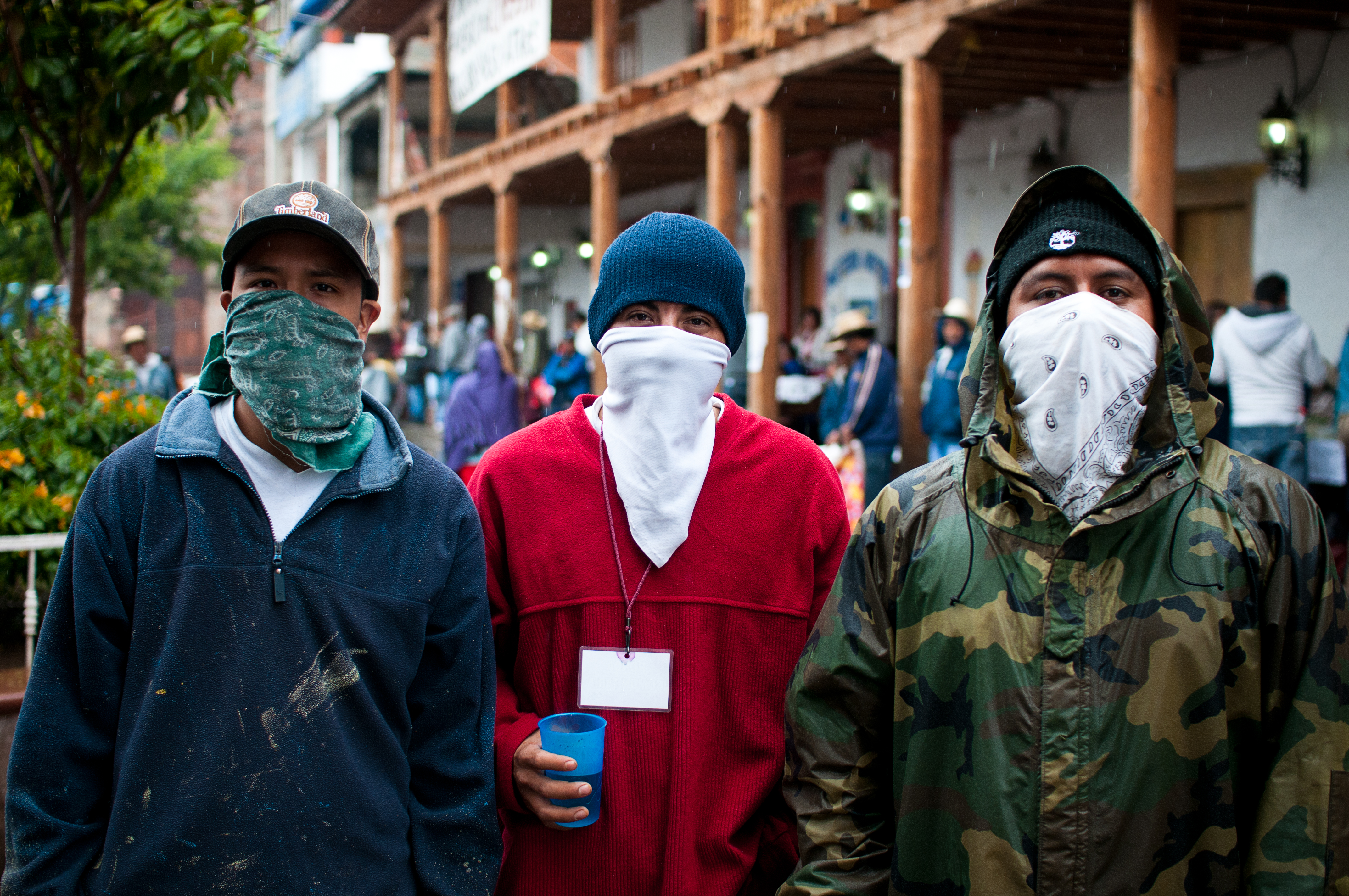
Los jóvenes de Cherán vigilan las calles con los rostros cubiertos para evitar represalias por parte de los ‹enemigos», los talamontes y el crimen organizado (2011).

Durante nueve meses, la comunidad mantuvo un «autosecuestro» y se hizo cargo de la seguridad, la justicia, la recolección de víveres, la alimentación, el abasto de agua, las decisiones políticas; fue un ejercicio permanente de autogestión. Se acordó que todos los comuneros tenían que participar en la vigilancia de las esquinas y de los puntos estratégicos, y se conformó una policía comunitaria que vigilaría el orden, la disciplina, y sancionaría con trabajo comunitario a los infractores de las reglas internas del pueblo, especialmente lo relativo a la prohibición de ingerir alcohol y de talar el monte. Las rondas se activaron y en cada barrio se integraron grupos de voluntarios. Luego de nueve meses de conflicto, al entrar el gobierno comunal, se planteó una compensación económica para los elementos de lo que llamarían «ronda comunitaria».

### Subdivisión administrativa
El gobierno interior de los municipios corresponde a los jefes de tenencia y a los encargados del orden que son electos por plebiscito para un periodo de tres años; en Cherán existen una jefatura de tenencia.

### Representación legislativa
Para la elección de diputados al Congreso de Michoacán y a la Cámara de Diputados, el municipio de Cherán se encuentra integrado en los siguientes distritos electorales:
Local:
- Distrito electoral local 5 de Michoacán con cabecera en la localidad de Paracho de Verduzco.

Federal:
- Distrito electoral federal 7 de Michoacán con cabecera en la ciudad de Zacapu.[30]

### Presidentes municipales
- 1999-2001: PRD Francisco Servín Guardián
- 2002-2004: J. Guadalupe Tehandon Chapína
- 2005-2007: José Cristóbal Servín Hernández
- 2008-2010: Roberto Bautista Chapína
- 2012-2015: Consejo Mayor de Gobierno «Keri»

## Cultura
Cherán es un lugar en el que se respira tranquilidad y lucha, pero que conforman la identidad cultural de la comunidad, aunque las fiestas también han sido una actividad de cohesión y una forma de recordar a sus antepasados.

### Fiestas populares
El 24 de junio se conmemora a san Juan Bautista y el 4 de octubre es la fiesta patronal dedicada a san Francisco de Asís. 

### Tradiciones
En el año nuevo y Santos Reyes, se acostumbra la danza de los negritos; el 2 de febrero, la danza de los viejitos; en la fiesta de San Francisco Asís, la danza de los moros; el 1.° y 2 de noviembre, en los panteones, en Corpus Christi, se hace un desfile, en donde los hombres cargan panales de miel y las mujeres llevan vestidos finamente bordados.

### Artesanías, gastronomía y centros turísticos
Las artesanías que se producen más en la comunidad son piezas de madera, guitarras, maracas, yoyos, baleros, etc., la madera torneada para columnas y puertas son muy características de la región. También se confeccionan textiles, blusas de manta tejida con gancho y deshilados o relindos, delantales bordados en punto de cruz con hilo de un solo color, etc.